# Glive (músico)
Geovani Rafael más conocido como Glive es un productor y DJ de música electrónica. Empezó su interés por la música desde muy joven, a los 16 años comenzó a trabajar como programador musical en una radio local. En 2014 conoció a sus actuales empresarios Sergio Apodaca y Oscar Elizeche, pronto en 2015 ganó notoriedad con un lanzamiento por la discográfica Up Club Records del DJ brasileño Alok, participando de varios eventos junto a importantes artistas desde entonces.

## Biografía
Geovani Rafael Zanetti Hanauer, nació en la ciudad de General Francisco Caballero Álvarez departamento de Canindeyu, Paraguay el 11 de noviembre de 1994. 
Hijo de Marta Regina Hanauer y Valmir Zanetti, ambos colonos brasileños.
A pesar de haber nacido en Gral Francisco Caballero Álvarez es radicado en Katuete ciudad vecina.

## Carrera

### Primeros años
Desde la infancia muy curiosa, siempre tuvo interés por cosas inusuales para su edad, siendo así autodidacta, en 2012 con la explosión del Tomorrowland, descubrió el software FL Studio donde empezó a programar las primeras batidas, con el paso del tiempo se fue perfeccionando y migró al Ableton Live. En 2014 tuvo su primer lanzamiento oficial con el sencillo Bye Day en un VA por la discográfica Up Club Records del brasileño Alok.

### 2015: Primeras presentaciones
En el año 2015 conoció a su actual mánager Sergio Apodaca, que le presentó a Oscar Elizeche, juntos apostaron por el talento del joven, haciendo su primer evento importante Ologram Rewind el 14 de agosto de 2015 ganando repercusión nacional después de una buena presentación .

### 2016-presente
Ascenso musical: 
Actualmente Glive cuenta con más de medio millón de reproducciones en la plataforma de streaming, con lanzamientos por renombradas grabadoras como Re: Agent, Green Valley Records y Pan Records. Su último single lanzado llamado "Don't Say It's Over" logró alcanzar 100.000 reproducciones en un mes, siendo considerado uno de los grandes éxitos del artista.

## Discografía

### Lanzados
- 2017 Stay On Your Side – Re:Agent
- 2017 Hold On Baby – Green Valley Records
- 2018 No More. – Mydeephouse Records
- 2018 You Make Me – Place Records
- 2018 Voices - Mydeephouse Records
- 2019 Don't Say It's Over – PAN Records Brasil
- 2019 Illusion – PAN Records Brasil
- 2019 Giving UP – PAN Records Brasil

### Influencias
Geovani cita sus mayores influencias musicales en la adolescencia como Tiesto, Bob Sinclair, Swedish House Mafia, Avicii, además de muchas influencias de otros artistas y géneros musicales.